# Ласогга, Пьер-Мишель
Пьер-Мише́ль Ласогга́ (нем. Pierre-Michel Lasogga, фр. Pierre-Michelle Lasogga; 15 ноября 1991, Гладбек, Германия) — немецкий футболист, нападающий клуба «Шальке 04 II».

## Карьера
Ласогга играл за юношескую команду «Ваттеншайда», откуда в 2008 году перешёл в юношескую команду «Вольфсбурга». В 2009 году был продан в «Байер».
За «Байер» Пьер-Мишель выступал только во второй команде, сыграв пять матчей. Дебют за неё состоялся 19 марта 2010 года в домашнем поединке 25 тура Западной Регионаллиги против второй команды «Кайзерслаутерна», который завершился победой со счётом 1:0. Ласогга вышел на поле на 86-й минуте вместо Мацея Цибе.
Летом 2010 года Пьер-Мишель покинул «Байер» и подписал трёхлетний контракт с «Гертой», которая выступала во Второй Бундеслиге. 24 сентября 2010 года он дебютировал за свой новый клуб в гостевом поединке шестого тура против «Энерги», который закончился победой со счётом 1:0. Пьер-Мишель вышел на замену на 74-й минуте вместо Роба Френда. С того матча Ласогга постоянно появлялся на поле, став игроком основы. За сезон он сыграл 25 матчей и забил 13 мячей, став вторым бомбардиром команды после Адриана Рамоса с 15 голами.
6 августа 2011 года Пьер-Мишель Ласогга дебютировал в Бундеслиге в домашнем поединке против «Нюрнберга», который закончился поражением со счётом 0:1.
В сезоне 2011/12 был основным форвардом «Герты» и провёл 32 матча в Бундеслиге. 5 мая 2012 года в матче против «Хоффенхайма» порвал крестообразные связки, из-за чего пропустил 6 месяцев.
2 сентября 2013 года Ласогга был арендован «Гамбургом» на один год. 4 июля 2014 года «Гамбург» выкупил нападающего у «Герты», подписав с ним контракт на пять лет.
31 августа 2017 года Ласогга был отдан в аренду в «Лидс Юнайтед» на один год. 9 сентября Ласогга дебютировал за новый клуб и отметился дублем в ворота клуба «Бертон Альбион» (5:0).
30 июля 2018 года Ласогга вернулся из аренды в «Гамбург». Первый гол после возвращения Пьер-Мишель забил 27 августа 2018 года в ворота «Арминии».

## Семья
Отчимом игрока является знаменитый в прошлом голкипер «Вердера», «Шальке» и сборной Германии Оливер Рек.